# Studnice (kraj pardubicki)
Studnice – gmina w Czechach, w powiecie Chrudim, w kraju pardubickim. Według danych z dnia 1 stycznia 2014 liczyła 466 mieszkańców.